# 21004 Thérèsemarjou
21004 Thérèsemarjou è un asteroide della fascia principale. Scoperto nel 1988, presenta un'orbita caratterizzata da un semiasse maggiore pari a 2,618771 UA e da un'eccentricità di 0,203989, inclinata di 4,110979° rispetto all'eclittica. Ha un diametro di 3,559 km e un periodo di rotazione di 3,18 h.